# Semiothisa illineata
Semiothisa illineata là một loài bướm đêm trong họ Geometridae.